# Laufeia liujiapingensis
Laufeia liujiapingensis là một loài nhện trong họ Salticidae.
Loài này thuộc chi Laufeia. Laufeia liujiapingensis được Yang & Guo Tang miêu tả năm 1997.